# Jürg Kreienbühl
Jürg Kreienbühl né à Bâle le 12 août 1932 et mort à Cormeilles-en-Parisis le 30 octobre 2007 est un peintre et graveur suisse et français.

## Biographie
La première formation de Jürg Kreienbühl est la biologie. Pour l'ornithologue Hans Noll, il parcourt la Suisse à la recherche de milliers de pelotes de réjection de rapaces. En 1951, ayant abandonné la voie scientifique, il s'inscrit à l'École des beaux-arts de Bâle.
À la même époque il est employé par une entreprise de peinture en bâtiment où il apprend à peindre des faux marbres et des faux bois.

### Les bidonvilles
À sa sortie des Beaux-Arts, il peint des tas d'ordures et des cadavres d'animaux. La Ville de Bâle lui octroie une bourse pour qu'il s'installe en banlieue parisienne, à Colombes, où il peint des cimetières et des décharges d'ordures. La bourse sera prolongée mais finalement, faute d'argent, le peintre devra retourner à Bâle en 1958. Après avoir vendu quelques toiles exposées dans une maison en voie de démolition, il retourne en France et s'établit dans un bidonville de Bezons, où il achète un vieil autobus. Il fait le portrait des habitants du bidonville : Arabes, Gitans, Polonais.
En 1962, il achète un petit appartement à Argenteuil — et plus tard une maison paysanne à Cormeilles-en-Parisis — et épouse la peintre Suzanne Lopata. Son fils Stéphane (le futur peintre Stéphane Belzère) naît en 1963. Son atelier est alors une roulotte installée dans un terrain vague de Carrières-sur-Seine. À la fin des années 1960, début des années 1970, Jürg Kreienbühl peint notamment en Normandie et au Havre tout en revenant à ses bidonvilles de la région parisienne. Il expose à Zurich, Berne et Bâle.
En 1973 a lieu sa première grande rétrospective au musée des Beaux-Arts d'Argovie.
En 1974, Kreienbühl peint un Hommage à Cuvier au jardin des Plantes à Paris. À cette époque, il ira aussi peindre dans le village de Hérisson, puis dans une ancienne usine de saints d'église en terre cuite. En 1976, il expose à la galerie du Luxembourg (aujourd'hui galerie Alain Blondel) et à Zurich. Vers la fin des années 1970, les grands bidonvilles qui entourent Paris sont démantelés. Kreienbühl peint alors le paquebot France, la pollution, etc. À La Défense, il peint le monument de La Défense de Paris du sculpteur Louis-Ernest Barrias, abandonné sur un terrain vague. Il participe à des expositions à Bâle, Zurich, Neuchâtel et à la galerie Blondel à Paris.

### La galerie de Zoologie
En 1982, il découvre la galerie de Zoologie au Muséum national d'histoire naturelle à Paris — depuis 1994 rebaptisée en « grande galerie de l'Évolution » —, un lieu monumental, fermé au public depuis 1966 en raison du manque de financements pour l'entretenir et la rénover, et plongé dans une pénombre impressionnante. Il y travaillera sans relâche jusqu'à ce qu'une exposition de ses peintures, organisée par le Muséum au Jardin des plantes en 1985, fasse découvrir à Jean-Pierre Chevènement, ministre de tutelle de cet établissement, convié au vernissage, l'état du lieu dont il avait la charge. Par la suite, Chevènement trouva des fonds pour la rénovation de la galerie française. La même année, il expose à Aarau au musée des Beaux-Arts d'Argovie. L'année suivante, il expose au musée cantonal de zoologie de Lausanne ses peintures exécutées à la galerie de Zoologie de Paris. Deux ans plus tard, ce sera au musée d'histoire naturelle de Bâle.

### Les années 1990-2000
À partir des années 1990, Jürg Kreienbühl peindra successivement dans la brasserie Warteck à Bâle, au musée d'histoire naturelle de Bâle et dans le jardin du sculpteur Bernhard Luginbühl. Chaque hiver, il rentrera en France se consacrer à l'estampe — taille-douce et lithographie. En France, il peindra aussi autour de Paris, au musée des Monuments français, dans le port de Dunkerque ou autour de la centrale nucléaire de Gravelines.
En 1998, le musée du Dessin et de l'Estampe originale de Gravelines organise une rétrospective de son œuvre gravé et lithographié.
En 2001, le Centre culturel suisse à Paris organise une rétrospective de son œuvre peint. À la même époque, Jacques Tardi et Daniel Pennac glissent un portrait de Kreienbühl dans leur album La Débauche (Gallimard). Le même Daniel Pennac publie en 2007 une interview de Kreienbühl dans son livre Chagrin d'école.
Après sa mort survenue le 30 octobre 2007, son travail est progressivement redécouvert et rejoint la collection du musée national d'Art moderne à Paris et du musée des Beaux-Arts de Rennes en 2017.
En 2008, le Kunstmuseum de Bâle lui a rendu hommage avec une exposition consacrée à son œuvre gravé.

## L'œuvre peint

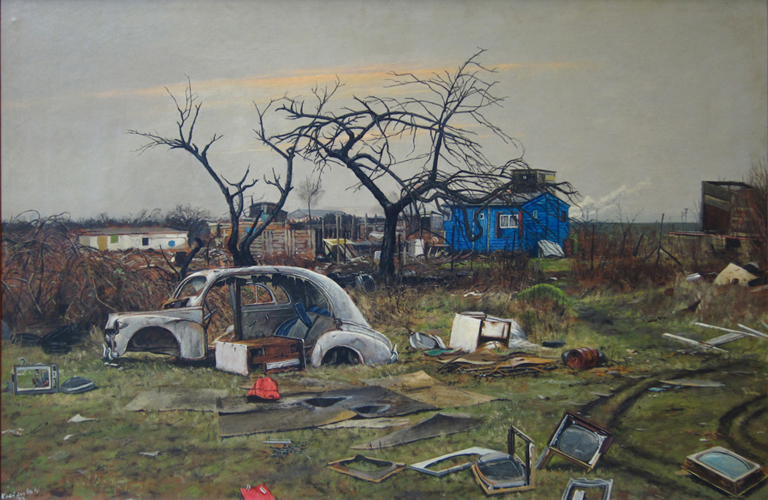
La Zone, 1972, acrylique sur panneau,, localisation inconnue.

La peinture de Jürg Kreienbühl est, et ce depuis ses débuts, une juxtaposition brutale des concepts de tradition et de modernité.
Tradition, car il peint contre tous les courants artistiques de la seconde moitié du XXe siècle : se référant plus volontiers à Gustave Caillebotte, ou même à des peintres aujourd'hui considérés comme académiques comme Ernest Meissonier, qu'aux modernes, abstraits ou conceptuels. Mais dans le même temps, ses sujets ne sont pas des meules de foin joliment composées sous un soleil couchant : il peint les constructions contemporaines, comme La Défense, les déchets que produit l'homme, ou encore ses épaves, ce qu'on laisse se perdre… Paquebots autrefois légendaires, hauts lieux de l'industrie abandonnés, etc.
Du point de vue des techniques de la peinture, le même conflit s'opère : malgré une technique picturale qui se réfère volontiers à la peinture du XIXe siècle, Kreienbühl peint la plupart de ses tableaux non sur toile mais sur Isorel, et il n'utilise pas de l'huile mais des peintures acryliques — il fait d'ailleurs partie du petit groupe des premiers peintres à avoir choisi cette technique, pendant les années 1960.
Donc, bien que marquée à ses débuts par la manière expressionniste de Lovis Corinth ou de Chaïm Soutine, l’œuvre de Kreienbühl a évolué rapidement vers un réalisme sans compromis. Soucieux de montrer la réalité brute, il a voulu se faire le témoin ou le chroniqueur de la fin des temps, en documentant les mondes condamnés par l’évolution de la société : les vieilles croyances, les exclus et la vie dans les marges, les ravages de l’urbanisation et de l’industrialisation.

« [Jürg Kreienbühl] pourrait être tenu pour le premier hyperréaliste de la peinture parisienne dans les années 1960. Il peut aussi apparaître comme le prédécesseur de ceux qui font aujourd'hui de leur art les moyens d'une chronique sociale et architecturale désenchantée. »

— Philippe Dagen
Son approche réaliste n’a pas uniquement pour but de reproduire son environnement immédiat mais « d’aller au-delà du réel par le réel » comme le note Léonard Ginsburg. Sa conception du réalisme est à rapprocher de son usage du LSD dans sa jeunesse, sous la direction de son ami Albert Hofmann qui l’évoque dans son livre LSD, mon enfant terrible. Depuis cette expérimentation, le monde visible est pour Kreienbühl le vecteur d’une autre réalité, cachée, omniprésente mais invisible. C’est pourquoi Albert Hofmann a écrit à son propos qu’il était « à la fois peintre et mystique ».

## Expositions

### Expositions personnelles
- Galerie Ardail Castro, Paris, 1959.
- Galerie Dr Franz Gerhard, Bâle, 1960.
- Galerie Rotapfel, Zürich, 1965, 1967, 1971, 1979.
- Art 70, Bâle, 1970.
- Art 71, Bâle, 1971.
- Galerie 2016, Neuchâtel, 1971.
- Aargauer Kunsthaus, Aarau, 1973, 1985, 1998.
- Galerie Scheidegger, Zürich, 1976, 1978.
- Galerie du Luxembourg, Paris, 1977, 1979.
- Galerie Zem Specht, Bâle, 1979, 1981, 1982, 1987.
- Galerie Alain Blondel, FIAC, Paris, 1980, 1981.
- Galerie Alain Blondel, Paris, 1982.
- Wayne Gallery, Chicago, New York, 1982.
- Hommage à la galerie de Zoologie, Jardin des plantes, Paris, 1985.
- Musée d'Histoire naturelle, Lausanne, 1986.
- Musée de Dieppe, 1987.
- Die Natur und ihr Museum, Naturhistorisches Museum, Bâle, 1992.
- Galerie Wolsberg, Zürich, 1992.
- Kunstmuseum, Bâle, 1992, 2008.
- Hommage à Bâle, Berowergut Riehen, Bâle, 1994.
- Schloss Ebenrain, Sissach, Bâle, 1994.
- L'œuvre gravé et lithographié 1952-1997, hôtel de ville, Olten, Suisse, 1998.
- L'œuvre gravé et lithographié 1952-1997, musée du Dessin et de l'Estampe originale, Gravelines, 1998.
- Estampes anciennes et modernes, galerie Arsène Bonafous-Murat, Paris, 2001.
- Centre culturel suisse, Paris, 2001.
- Daniel Blaise Thorens Fine Art Gallery AG, Bâle, 2004.
- Centre d’art Jacques-Henri Lartigue, L’Isle-Adam, 2006.
- Jürg Kreienbühl (1932-2007) - Zeichnungen und Druckgraphik, Kunstmuseum, Bâle, 2008.
- Jürg Kreienbühl - Peintures 1952-1956, galerie Gabrielle Maubrie, Paris, 2016.
- Jürg Kreienbühl, Les années bidonvilles, galerie Loeve & Co, Paris, 2021.

### Expositions collectives
- Les Suisses de Paris, Aargauer Kunsthaus, Aarau, 1971.
- Peinture au beurre, galerie Jean Briance, Paris, 1978.
- Salon des indépendants, Paris, 1982.
- Salon Comparaisons, Paris, 1982.
- Salon de mai, Paris, 1982.
- Le dessin suisse de 1970 à 1980, Musée Rath, Genève, 1991.
- Sommerzeit, galerie Hans-Jürgen Siegert, Bâle, 1992.
- La Ville, musée national d'Art contemporain, Paris, 1994.
- La Razón para la impresión. El arte del grabado en Suiza desde 1960, Museo de la Estampa y el Diseño Carlos Cruz-Diez, Caracas, 1999.
- La Razón para la impresión. El arte del grabado en Suiza desde 1960, Museo de Arte Moderno, Medellín, 1999.
- La Razón para la impresión. El arte del grabado en Suiza desde 1960, Centro Nacional de la Cultura, San José, 1999.
- La Razón para la impresión. El arte del grabado en Suiza desde 1960, Centro Cultural Peruano Norteamericano, ICPNA, Lima, 2000.
- Why make prints. Printmaking in Switzerland since 1960, Suter Art Gallery, Nelson, 2001.
- Why make prints. Printmaking in Switzerland since 1960, Aigantighe Art Gallery, Timaru, 2001.
- Why make prints. Printmaking in Switzerland since 1960, Otago Museum, Dunedin, 2001.
- Why make Prints, Burnie Regional Art Gallery, Burnie, 2002.
- Why make Prints, Carnegie Gallery, Hobart, 2002.
- Why Make Prints, Bendigo Art Gallery, Bendigo, 2002.
- Why Make Prints, Hamilton Art Gallery, Hamilton, 2003.
- Why Make Prints, Building 200 Curtin University of Technology, Perth, 2003.
- Why make prints. Printmaking in Switzerland since 1960, Goldfields Arts Centre, Kalgoorlie, 2003.
- Why make prints. Printmaking in Switzerland since 1960, City Museum, Melbourne, 2003.
- Fondos Regionales de Arte Contemporáneo Ile-de-France y Poitou-Charentes, MAMBA-Museo de Arte Moderno de Buenos Aires, 2005.
- Kleinformate - 200 Werke, Daniel Blaise Thorens Fine Art Gallery AG, Bâle, 2005.
- Atelier de lithographie Nik Hausmann Séprais, Ausstellungsraum, Klingental, 2006.
- Jürg Kreienbühl, Suzanne Lopata, Stéphane Belzère, Kunsthaus Interlaken, 2018.